# دیسراپتور رکوردز
دیسراپتور رکوردز (انگلیسی: Disruptor Records) یک شرکت نشر موسیقی آمریکایی است؛ که در سال ۲۰۱۴ تأسیس شد.